# Yulong (dinosauriër)
Yulong mini is een theropode dinosauriër, behorend tot de groep van het Oviraptorosauria, die tijdens het late Krijt leefde in het gebied van het huidige China.

## Vondst en naamgeving

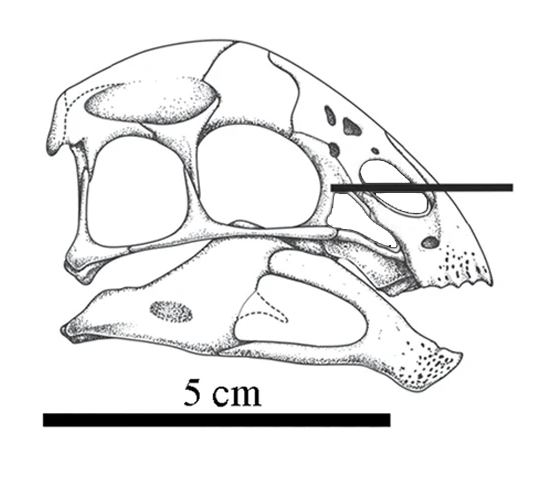
Diagram van de schedel

In het begin van de eenentwintigste eeuw werd er bij Qiupa in het district Luanchuan in de Chinese provincie Henan een groot aantal specimina gevonden van jonge oviraptorosauriërs van een nog onbekende soort.
In 2013 werd de typesoort Yulong mini benoemd en beschreven door Lü Junchang, Philip Currie, Xu Li, Zhang Xingliao, Pu Hanyong en Jia Songhai. De geslachtsnaam verbindt de gebruikelijke enkelvoudige karakteraanduiding van Henan, 豫, wat als yù gelezen wordt omdat het een afkorting is van 豫 州, Yù Zhōu naar de oude staat Yuzhou die zich daar bevond, met 龙, long, "draak". De soortaanduiding verwijst naar de kleine lichaamsomvang.
Yulong is beschreven op basis van enkele goed gepreserveerde specimina uit de Quipaformatie, Campanien, waarvan 41HIII-0107, een vrijwel volledig skelet van een jong dier waaraan slechts de staartpunt en de nekbasis ontbreken, en 41HIII-0301, een embryo, de belangrijkste zijn. Het embryo werd echter niet formeel aan de soort toegewezen. Een aantal skeletten werd als syntypen aangewezen: naast 41HIII-0107 waren dat HGM 41HIII-0108, een schedel met onderkaken; HGM 41HIII-0109, een gedeeltelijk skelet met schedel en onderkaken; HGM 41HIII-0110, een gedeeltelijk schedel met onderkaken en wat halswervels; en HGM 41HIII-0111, een linkerdarmbeen. Daarnaast behoren talrijke botfragmenten tot het materiaal van de soort, afkomstig van verschillende vindplaatsen gelegen in een straal van twee kilometer. Het gaat, naast zesentwintig embryo's die nog in het nest moeten hebben gezeten, om zeer jonge tot halfvolwassen dieren. Er bestaat het vermoeden dat het geheel en grote broedkolonie vertegenwoordigt. De meeste skeletelementen zijn bekend en zijn van uitstekende kwaliteit.
In 2022 werd een nieuw specimen gemeld en toegewezen, 41HIII-0-706. Het bestaat uit een postcraniaal skelet waaraan de achterpoten ontbreken. Het is van een wat ouder dier met een leeftijd van vijf tot zes jaar. Het zou nog niet volgroeid zijn geweest.

## Beschrijving

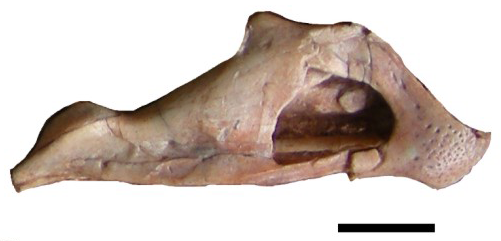
Onderkaak, met de voorzijde rechts, van specimen HGM 41HIII-0109

De jongen zijn zeer klein met een lengte van een kwart tot een halve meter. Doordat ze veel juveniele eigenschappen vertonen zijn de kenmerken van het volwassen dier onzeker. De beschrijvers meenden echter toch een diagnose te kunnen opstellen. De voorste bovenhoek van de fenestra antorbitalis en de achterste bovenhoek van het neusgat liggen op dezelfde hoogte. De praemaxilla heeft een opvallende opening schuin voor en onder voor het neusgat. De achterste tak van de praemaxilla reikt tot aan de bovenste achterkant van de fenestra antorbitalis. Deze tak richting traanbeen raakt de voorste bovenhoek van het traanbeen echter niet. Het wandbeen is bijna even lang als het voorhoofdsbeen. Bij de vierde en vijfde halswervels vormt de achterrand een rechte lijn tussen de achterste gewrichtsuitsteeksels. Het dijbeen is langer dan het darmbeen.

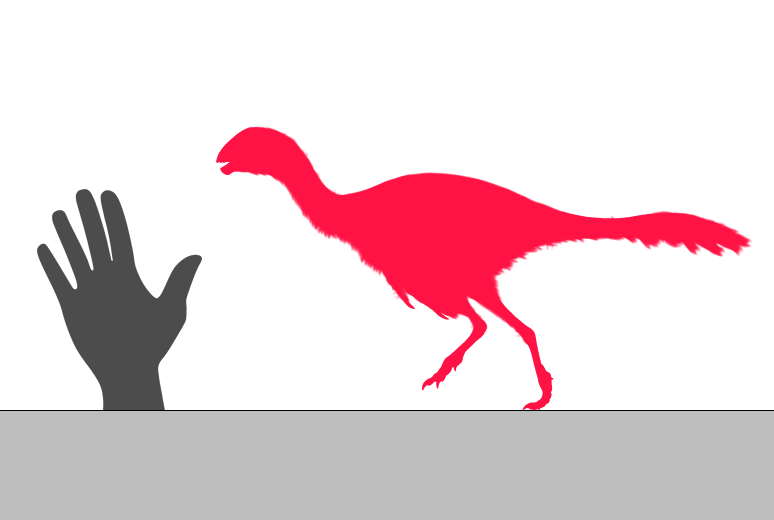
Vergelijking in grootte met een menselijke hand

De schedel heeft in het algemeen de bolle vorm van de oviraptoriden. De snuit kromt zeer geleidelijk omhoog, zonder een spoor van een kam, waarna op het raakvlak van het voorhoofdsbeen en het wandbeen de hoogste punt van de kop bereikt wordt die nog een flink eind boven de laag geplaatste oogkas ligt. De praemaxilla toont aan de bekrand schijntanden. De uitholling voor het grote neusgat loopt tot over de praemaxilla naar voren verder en aan de rand ervan heeft dit bot een opvallend foramen in de vorm van een liggende ovaal. De onderste tak van het neusbeen maakt nog ongeveer de helft van de bovenrand van de kleine fenestra antorbitalis  uit en scheidt zo de praemaxilla van het traanbeen. De achterste delen van de schedel zijn delicate elementen. Het grote onderste slaapvenster is sterk afgerond en komt niet boven het niveau van de oogkas uit. Het bovenste slaapvenster is relatief klein. De oogkas is zeer groot en beslaat meer dan een derde van de lengte van de schedel maar dat is vermoedelijk een gevolg van de jonge leeftijd.
De schedel is al sterk gepneumatiseerd. Behalve de opening in de praemaxilla, bevinden zich ook vele foramina in het neusbeen. Sommige daarvan zijn sterk variabel van vorm en verschillen zelfs bij één individu tussen de linker- en de rechterkant. Aan de bovenkant van het neusbeen lopen typisch drie langwerpige gaten achter elkaar. Op de grens van het neusbeen en het traanbeen bevindt zich ook een opvallende opening. Ook de delen achter de schedel tonen pneumatisering. Zelfs de atlas heeft een pneumatopoor in het midden van de zijkant. De halswervels en ruggenwervels hebben pleurocoelen en dat geldt ook voor minstens de eerste vijftien staartwervels. De staart telt zeker twintig wervels; het totaal is onbekend doordat dit orgaan erg kort is en de achterste elementen snel in grootte afnemen.
Het in 2022 gemelde exemplaar zou wijzen op een reductie van de arm, terwijl de schoudergordel krachtig bleef.
Uit een histologische analyse van een rib, die geen groeilijnen toonde, werd de conclusie getrokken dat 41HIII-0107 niet ouder geweest kan zijn dan één jaar. Verschillende schedeldelen waren nog niet vergroeid. Een uitzondering vormden de neusbeenderen.

## Fylogenie
De beschrijvers plaatsten Yulong na een cladistische analyse in de Oviraptoridae, als meest basale bekende oviraptoride, buiten de Oviraptorinae en Ingeniinae staand en net boven Gigantoraptor in de stamboom. Deze uitkomst wordt echter onzeker gemaakt doordat jonge dieren meer basale eigenschappen plegen te tonen en daardoor de laag in de stamboom geplaatst dreigen te worden. De beschrijvers stelden echter dat het gevaar hiervoor in dit geval niet zo groot was omdat ze door het grote aantal skeletten in staat waren de groeifasen in detail te volgen. daarbij bleek dat verschillende verhoudingen tijdens de groei niet veranderden waaronder de relatieve proporties van de elementen van de achterpoot. Dit zou een aanwijzing zijn dat Yulong een planteneter was die als volwassen dier geen hoge absolute snelheid probeerde te behouden daar hij die toch niet nodig had om een prooi te achtervolgen.